# Trampa para canarios
Una trampa para canarios es un método para revelar la fuente de una fuga de información, que consiste en suministrar diferentes versiones de información sensible a cada grupo sospechoso y observar qué versión es la filtrada.
Aunque el uso de esta técnica ya es antiguo, el término fue acuñado por Tom Clancy en su novela Juego de patriotas. El héroe, Jack Ryan describe la técnica que desarrolló para identificar el origen de las fugas de documentos clasificados:

Cada resumen de párrafo tiene seis versiones diferentes, y la mezcla de dichos párrafos es única para cada copia numerada del documento. Hay más de mil permutaciones posibles, pero solo noventa y seis copias del documento en cuestión. La razón de que los párrafos sean tan llamativos, adivino que es para incitar al periodista a citarlos letra por letra en el medio público. Si cita algo de dos o tres de esos párrafos, se sabe que copia ha visto, y así quien la ha filtrado. Actualmente trabajan con una versión incluso más refinada de la trampa, mediante ordenador. Pueden usar el programa thesaurus (diccionario) para barajar sinónimos, y pueden hacer cada copia del documento totalmente única.

Asegurándose de que cada copia del documento difiere ligeramente en su composición, si alguna copia es filtrada, entonces es posible determinar quien ha cantado.
La técnica de incluir información significativa de forma oculta en un medio ha sido usado de muchas formas, que se clasifican de acuerdo con sus objetivos:
- La marca de agua digital se usa para mostrar que un determinado objeto es auténtico y sin manipular.
- La esteganografía se usa para ocultar un mensaje secreto en otro de apariencia inocente, de forma que se evite su detección.
- Una trampa para canarios oculta información en un documento que lo identifica de forma única de forma que, con una copia completa o en parte del mismo, se pueda obtener la fuente.
- Un Honeytoken es un elemento dentro de un conjunto de información que debe manejarse de forma confidencial, el honeytoken se inserta de tal forma que en caso de ser utilizado revela una fuga de información. Ejemplo en entornos bancarios: un número de tarjeta de crédito que no corresponde a una persona real dentro de una base de datos que en caso de ser utilizado revela que la base de datos ha sido comprometida.

Ninguno de estos métodos es infalible, y resulta cada vez más sencillo identificar las marcas cuantas más fuentes distintas se disponga, por simple comparación.
En las impresoras láser color se usan marcas de puntos de color amarillo prácticamente invisibles que la identifican, para ayudar a perseguir falsificaciones.
También pueden usarse las marcas de agua para identificar la fuente, de forma que una imagen digital sea marcada con los datos del solicitante. Incluso en las películas resulta muy sencillo que determinados fotogramas lleven marcas identificativas, o el audio tenga información codificada en el espectro de frecuencia de la voz (alrededor de 1300 Hz).